# Zhang Bing
Zhang Bing (chinesisch 张冰; * 6. Januar 1969 in Henan) ist ein ehemaliger chinesischer Sportschütze. Er trat in den Disziplinen Trap und Doppeltrap an.

## Erfolge
Zhang Bing nahm an drei Olympischen Spielen teil. 1988 kam er bei seinem Olympiadebüt in Seoul im Trap nicht über den 43. Platz hinaus. Vier Jahre darauf erreichte er in Barcelona das Halbfinale, in dem er mit 194 Punkten als Achter ausschied. Bei den Olympischen Spielen 1996 in Atlanta erzielte er in der Trapkonkurrenz 122 Punkte, woraufhin er mit zwei weiteren Schützen ins Stechen um zwei Finalplätze musste. Zhang qualifizierte sich als zweiter der drei Schützen für das Finale, das er mit 146 Punkten abschloss. Im Stechen um den vierten Rang unterlag er John Maxwell und beendete den Wettbewerb auf dem fünften Platz. Im Doppeltrap zog er als Dritter der Qualifikation mit 140 Punkten in die Finalrunde ein. Dort erzielte er weitere 43 Punkte und kam wie Albano Pera und Park Chul-sung auf 183 Gesamtpunkte. Im Stechen um die Silbermedaille schied Park als erster aus, als er das dritte Ziel verfehlte. Pera blieb ohne Fehlschuss, während Zhang das siebte Ziel nicht traf und damit die Bronzemedaille hinter Russell Mark und Albano Pera gewann.
Bei Weltmeisterschaften sicherte er sich seine einzige Medaille 1998 in Barcelona, als er mit der Mannschaft den dritten Platz belegte. Auch auf kontinentaler Ebene war er sehr erfolgreich: 1993 in Manila und 1995 in Chengdu wurde er im Doppeltrap und 1995 in Jakarta im Trap Asienmeister im Einzel. Bei Asienspielen gewann er 1990 in Peking und 1994 in Hiroshima mit der Mannschaft im Trapwettbewerb die Silbermedaille. Im Einzel gewann er 1994 die Goldmedaille und belegte in der Einzelkonkurrenz im Doppeltrap den zweiten Platz. 1998 in Bangkok gelang ihm in der Mannschaftskonkurrenz im Doppeltrap der Titelgewinn und gewann mit der Trap-Mannschaft die Bronzemedaille.